# Уолдгрейв, Джеймс, 2-й граф Уолдгрейв
Джеймс Уолдгрейв, 2-й граф Уолдгрейв (англ. James Waldegrave, 2st Earl Waldegrave; 4 марта 1715 — 13 апреля 1763) — английский пэр и политик. Премьер-министр Великобритании с самым коротким сроком пребывания на посту в британской истории.

## Происхождение и образование
Родился 4 марта 1715 года. Старший сын Джеймса Уолдгрейва, 1-го графа Уолдгрейва (1684—1741), и его жены Мэри Уэбб (? — 1719), дочери сэра Джона Уэбба, 3-го баронета. Он получил образование в Вестминстерской школе (Вестминстер) и в Итонском колледже (Виндзор, графство Беркшир).
В апреле 1741 года после смерти своего отца Джеймс Уолдгрейв унаследовал титулы 2-го графа Уолдгрейва  (графство Нортгемптоншир), 2-го виконта Чьютона (графство Сомерсет), 3-го барона Уолдгрейва из Чьютона (графство Сомерсет) и 6-го баронета Уолдгрейва из замка Хивер (графство Кент).

## Карьера
Джеймс Уолдгрейв занимал должности лорда опочивальни (1743—1752), члена Тайного совета Великобритании (1752) и губернатора принца Уэльского (будущего Георга III) и принца Эдварда с 1752 по 1756 год.
После отставки герцога Ньюкасла с поста премьер-министра в ноябре 1756 года король Георг II уволил Уильяма Питта (движущую силу нового правительства) в апреле 1757 года и пригласил лорда Уолдгрейва занять место преемника Ньюкасла, герцога Девонширского, в качестве первого лорда казначейства. Соответственно, герцог Девонширский был ненадолго отправлен в отставку, а лорд Уолдгрейв пытался сформировать правительство с 8 по 12 июня того же года, но не смог этого сделать и ушел в отставку, отчасти потому, что опасался, что на посту премьер-министра он поссорится со своим близким другом королем. Затем герцог Девонширский оставался первым лордом и премьер-министром ещё почти две недели, а Ньюкасл вернулся через неделю. 30 июня лорд Уолдгрейв стал кавалером Ордена Подвязки.
Лорд Уолдгрейв ушел из общественной жизни после вступления на королевский престол Георга III в 1760 году.

## Личная жизнь
15 мая 1759 года он женился на Марии Уолпол (10 июля 1736 — 22 августа 1807), внебрачной дочери сэра Эдварда Уолпола (1706—1784). Церемонию провел Фредерик Кеппель, будущий епископ Эксетера, а официальными свидетелями были сэр Эдвард и его брат Хорас Уолпол. У пары было три дочери:
- Леди Элизабет Лаура Уолдгрейв (25 марта 1760 — 29 января 1816), в 1782 году она вышла замуж за своего кузена, Джорджа Уолдгрейва, 4-го графа Уолдгрейва. Трое их сыновей стали графами Уолдгрейвами.
- Леди Шарлотта Мария Уолдгрейв (11 октября 1761 — 1 февраля 1808), в 1784 году она вышла замуж за Джорджа Фицроя, 4-го герцога Графтона.
- Леди (Энн) Горация Уолдгрейв (1762 — 12 июня 1801), в 1786 году она вышла замуж за лорда Хью Сеймура, сына 1-го маркиза Хартфорда. До замужества она, возможно, была тайно помолвлена с Робертом Берти, 4-м герцогом Анкастером (1756—1779), поскольку, по словам её дяди Горация Уолпола и других, она надела траур по распутному молодому герцогу[4][5].

Лорд Уолдгрейв скончался от оспы 13 апреля 1763 года, и, поскольку у него не было наследников мужского пола, его титулы перешли к его младшему брату Джону.
После его смерти его вдова Мария тайно вышла замуж за представителя британской королевской семьи и стала женой принца Уильяма Генри, герцога Глостерского и Эдинбургского (1743—1805), брата короля Георга III.
Лорд Уолдгрейв написал книгу «Исторические мемуары», опубликованную в 1754—1758 годах.